# Trasporti Brescia Sud
Il consorzio Trasporti Brescia Sud è una società consortile composta da Società Italiana Autoservizi (SIA), SAIA Trasporti ed APAM Esercizio per la gestione delle linee automobilistiche interurbane della sottorete provinciale denominata Brescia Sud. Quest'ultima è composta dalle zone Bassa Bresciana, Sebino e Franciacorta della provincia di Brescia.